# 5536 Ханікат
5536 Ханікат (5536 Honeycutt) — астероїд головного поясу, відкритий 23 серпня 1955 року.
Тіссеранів параметр щодо Юпітера — 3,613.